# Васильковський Ігор Ігорович
Ігор Ігорович Васильковський (нар. 31 березня 1985, м. Одеса) — український підприємець, політик. Народний депутат України 9-го скликання (2019—2022), член фракції «Слуга народу».
Кандидат юридичних наук.
Згідно з повідомленнями українських ЗМІ, президент Зеленський своїм таємним указом 19 липня 2022 року припинив українське громадянство Ігоря Васильковського. Під час предвиборчої кампанії повідомлялось про наявність у Васильковського громадянства Болгарії.

## Життєпис
Закінчив Національний університет державної податкової служби України (спеціальність «Правоохоронна діяльність»), юридичний факультет Національного університету «Одеська юридична академія». Отримав кваліфікацію менеджера зовнішньоекономічної діяльності у Херсонському економічно-правовому інституті.
Недовгий час працював у податковій міліції.
Васильковський є членом наглядової ради ТОВ «Промислово-будівельна група „Камбіо-Інвест“».

## Політична діяльність
Народний депутат України від партії «Слуга народу» (виборчий округ № 139, м. Южне, частина Суворовського району м. Одеси, колишній Великомихайлівський, Захарівський, Роздільнянський райони, частина Біляївського та частина Лиманського районів).
На час виборів: член наглядової ради ТОВ «ПСГ „Камбіо-Інвест“», безпартійний. Проживав в м. Одесі.
Член Комітету Верховної Ради з питань транспорту та інфраструктури, голова підкомітету з питань морського транспорту.
Громадський Рух ЧЕСНО заявив, про ознаки непрозорого фінансування власної виборчої кампанії народним депутатом від партії «Слуга народу» Ігорем Васильковським. Він заплатив майже 803 тисячі гривень за свою виборчу кампанію на 139-му окрузі: 748 500 грн він заплатив сам, а ще 57 тисяч переказало ТОВ «Інтерактивна медіаплатформа», кінцевою бенефіціарною власницею якого є дружина кандидата Олена Васильковська. ЗМІ зазначили, що, відповідно до декларації, увесь сімейний бюджет Васильковських за 2018 рік становив 195 тисяч гривень. Готівкових коштів та інших заощаджень Васильковський тоді не задекларував.
3 листопада 2022 року Верховна Рада України достроково припинила повноваження народного депутата Ігоря Васильковського.